# Puig Neulós

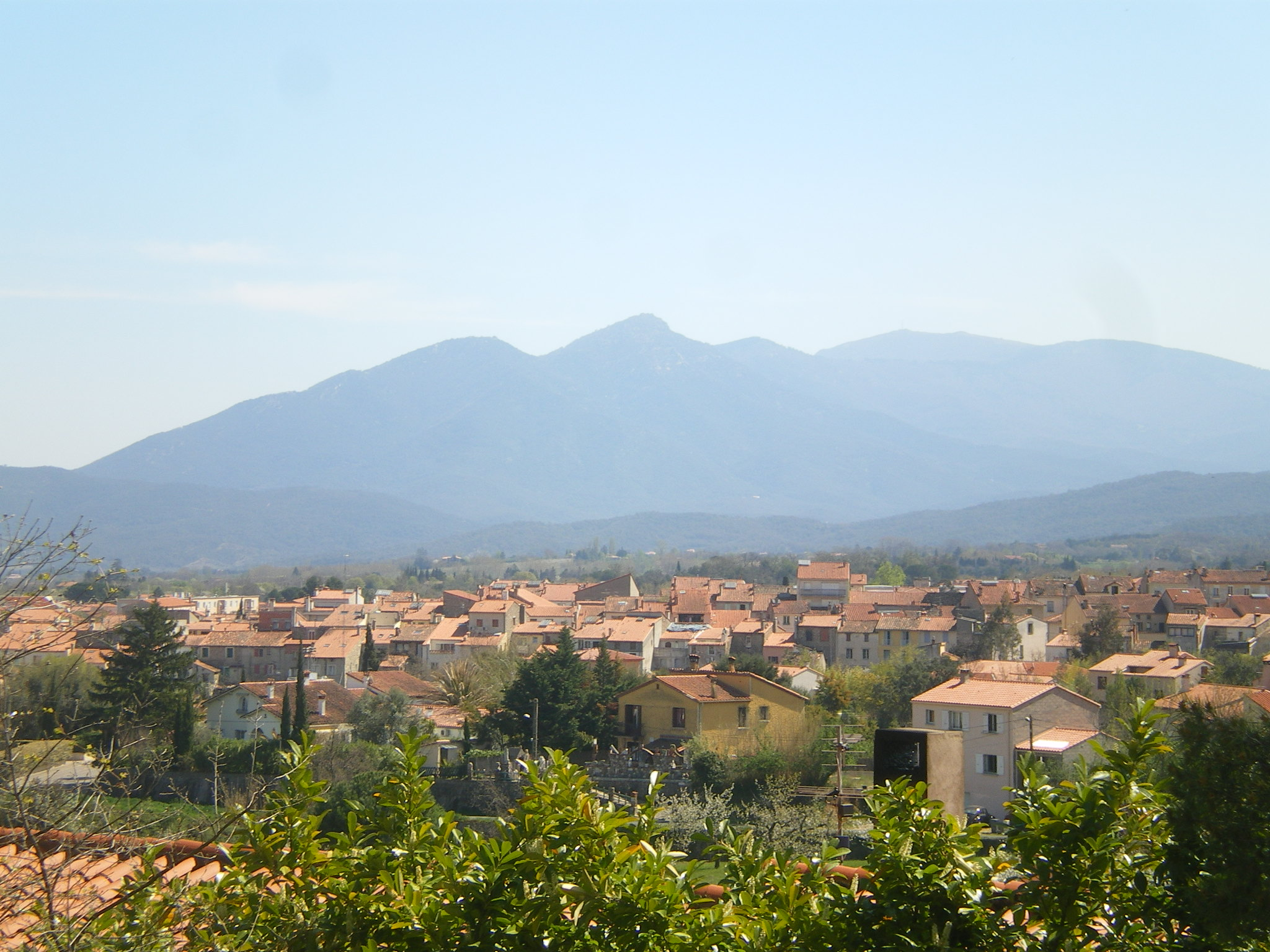
Puig Neulós in der Serra de l’Albera

Der Puig Neulós (französisch Pic du Néoulous) ist mit einer Höhe von 1256 Metern der höchste Berg der Gebirgskette Serra de l’Albera (Französisch: Massif des Albères). Er liegt im Norden von Katalonien und bildet seit dem Pyrenäenfrieden im Jahre 1659 die Grenze zwischen Frankreich und Spanien.
Die spanische Seite des Berges gehört seit 1986 zum Naturschutzgebiet Paratge Natural d’Interès Nacional de l’Albera. Auf der Bergspitze befinden sich Antennenanlagen.

## Toponymie
Puig Neulós ist ein katalanischer Name. Puig kommt vom lateinischen Wort „podium“, entspricht dem französischen „puy“, und bezeichnet einen abgerundeten Gipfel oder Berg. Neulós ist analog zum französischen „nébuleux“ in der Bedeutung „mit Wolken bedeckt“. Der Gipfel wurde in einem Text aus dem Jahr 1322 in der lateinischen Form Podio Nebuloso erwähnt.
IGN-Karten geben entweder puig Neulós oder pic Neulos an. In der Literatur findet man auch die französische Form, die der nordkatalanischen Aussprache entspricht: Néoulous.